# Braven, la traque sauvage
Pour plus de détails, voir Fiche technique et Distribution.
Braven, la traque sauvage ou Acharné au Québec (Braven) est un thriller canadien réalisé par Lin Oeding, sorti en 2018. Il s’agit du premier long métrage du réalisateur.

## Synopsis
Dans les montagnes le long des frontières canadiennes, Joe Braven, un bûcheron, vit paisiblement avec sa femme Stephanie et leur fille Charlotte. Braven s'occupe également de son père sénile, Linden, atteint de démence, dans leur cabane familiale isolée. 
Un jour, après un accident de camion transportant des troncs d'arbre et une cargaison de drogues, Weston, le collègue de Braven, et son complice Hallett, un dealer, sont contraints de cacher leur marchandise dans un relais de chasse désert qui appartient à Braven. Ce dernier la découvre par hasard mais il est trop tard : sa cabane est déjà entourée par Kassen, un trafiquant de drogues, et ses hommes prêts à tout pour récupérer la cargaison. Ce qu'ils ignorent, c'est que Braven est un redoutable chasseur décidé à protéger sa famille en leur déclarant la guerre et qu'il connaît la montagne mieux que quiconque.

## Fiche technique
- Titre original : Braven
- Titre français : Braven, la traque sauvage
- Titre québécois : Acharné
- Réalisation : Lin Oeding
- Scénario : Thomas Pa'a Sibbett, d’après une histoire de Mike Nilon et Thomas Pa'a Sibbett
- Direction artistique : RA Arancio-Parrain
- Décors : Shelley Cornick
- Costumes : Christine Kenny
- Photographie : Brian Andrew Mendoza
- Montage : Rob Bonz
- Musique : Ohad Benchetrit et Justin Small
- Production : Molly Hassell, Brian Mendoza, Jason Momoa et Mike Nilon
- Sociétés de production : Saban Films, Highland Film Group et Ingenious
- Sociétés de distribution : Saban Films (États-Unis) ; Metropolitan FilmExport (France)
- Pays d'origine :  États-Unis
- Langue originale : anglais
- Format : couleur
- Genre : Film dramatique, Film d'action, Thriller
- Durée : 94 minutes
- Dates de sortie :
  -  Philippines : 24 janvier 2018 (avant-première)
  -  États-Unis : 2 février 2018
  -  France : 2 avril 2018 (DVD)

## Distribution
- Jason Momoa (VF : Xavier Fagnon) : Joe Braven
- Garret Dillahunt (VFB : Philippe Résimont) : Kassen
- Zahn McClarnon : Hallett
- Stephen Lang (VFB : Jean-Michel Vovk) : Linden Braven
- Jill Wagner (VFB : Valérie Muzzi) : Stephanie Braven
- Brendan Fletcher : Weston
- Sasha Rossof : Charlotte Braven
- Sala Baker : Gentry
- Teach Grant : Essington
- Fraiser Aitcheson : Clay
- Steve O'Connell : le shérif Cal Osser
- Tye Alexander : l’adjoint Glen Harris

## Production

### Tournage
Le tournage a lieu en début décembre 2015 à Terre-Neuve à Terre-Neuve-et-Labrador au Canada.

## Autour du film
Braven sort en avant-première le 24 janvier 2018 aux Philippines. Il sort le 2 février 2018 aux États-Unis. Quant à la France, il est distribué en DVD dès le 2 avril 2018.